# ラ・ペリ

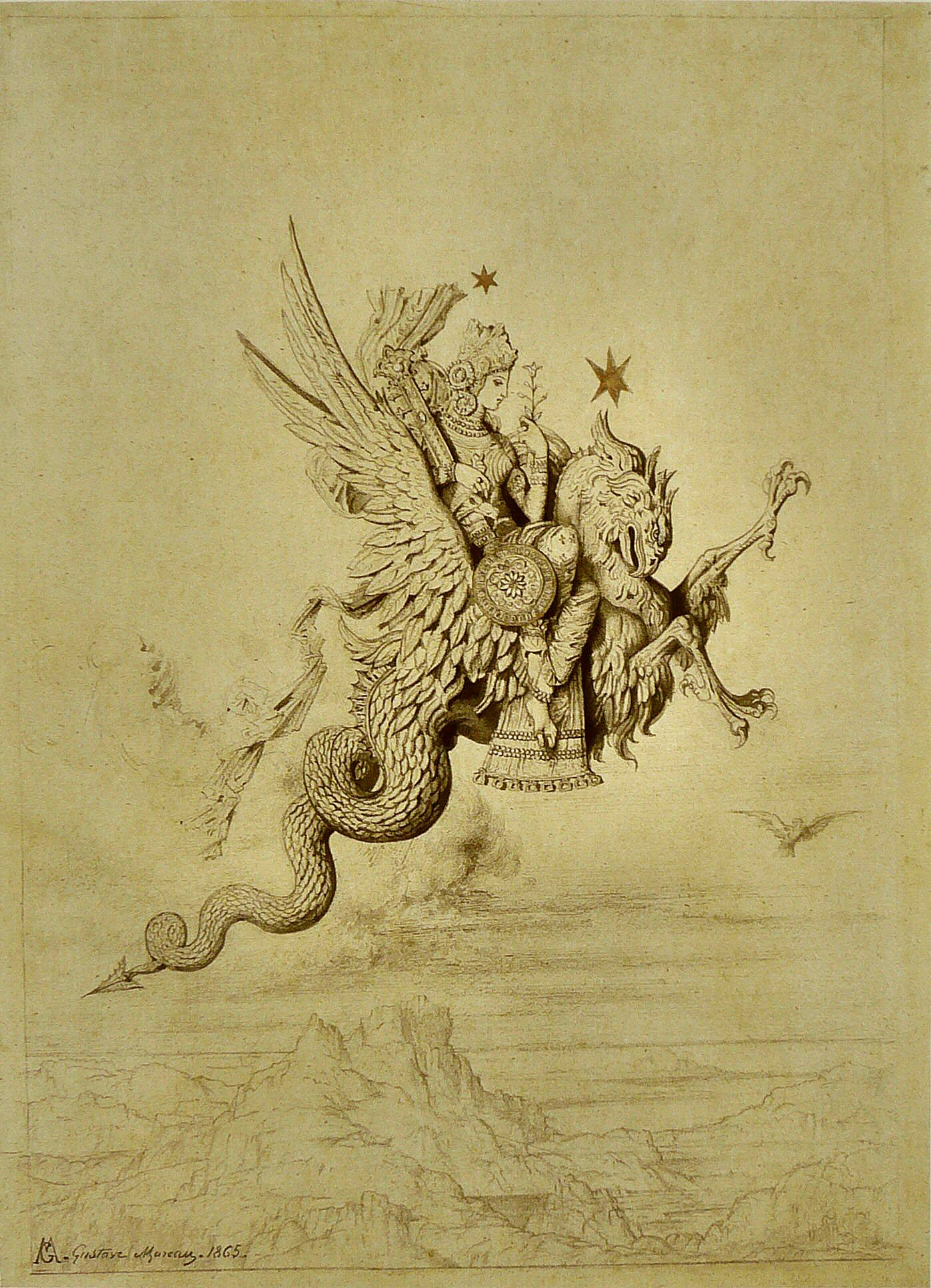
ギュスターヴ・モローによるペリ

舞踊詩《ラ・ペリ》（仏: La Péri, Poème dansé en un tableau）は、ポール・デュカスが1912年に完成させたバレエ音楽。妖精のペリについてのペルシャ神話（アレクサンドロス・ロマンス）を基に、人間の不老不死への執着が主題とされている。

## 楽曲

### 作曲の経緯

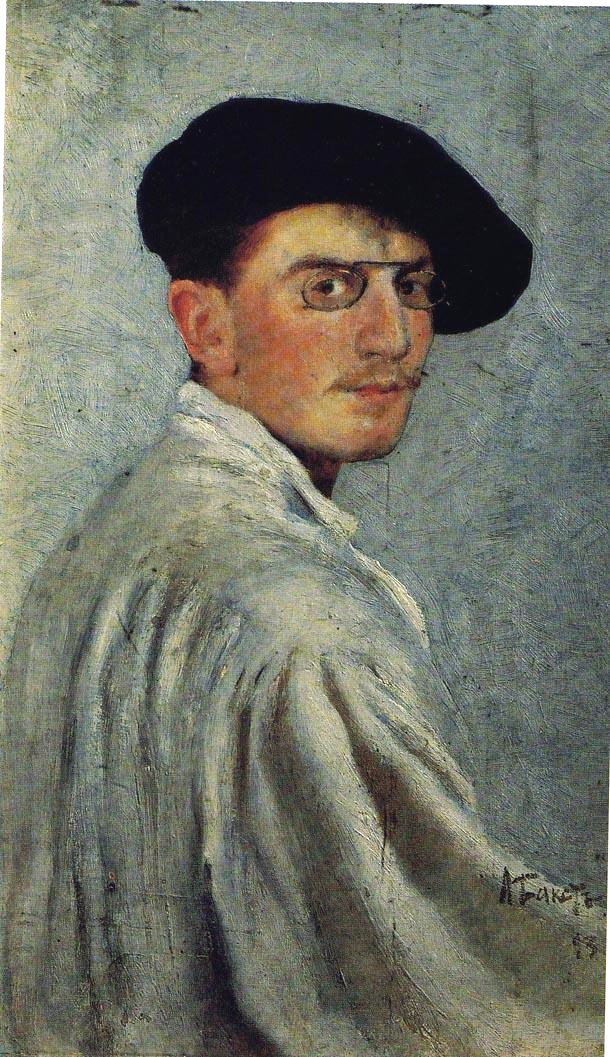
レオン・バクストの自画像

ポール・デュカスは、レオン・バクストの衣裳と舞台装置によるバレエ《ラ・ペリ》のためにダンス音楽を作曲するようにロシア・バレエ団から依嘱され、1911年に「1幕の舞踊詩（Poème dansé en un Tableau）」の作曲に着手する。蓮の花の精ペリはナターリヤ・トゥルハノヴァ、イスカンデル王はヴァーツラフ・ニジンスキーが演じることが決まっていたが、セルゲイ・ディアギレフが介入し、トゥルハノヴァはニジンスキーの相手役が務まるほどの力量ではないと言い出して、公演をキャンセルしてしまう。それでもデュカスはトゥルハノヴァのためにこのバレエ音楽を完成させた。
デュカスが生前に出版した最後の作品であり、また最後の管弦楽曲である。この作品については次のような逸話が残されている。晩年のデュカスは、自己批判が昂じるあまり、ついに自分の不満な作品を片っ端から暖炉にくべて焼き捨ててしまうことにした。いよいよ《ラ・ペリ》の自筆譜にも手が伸びようとした瞬間、知人が訪ねて来てその現場を目撃し、何とか考え直してくれるようにと懇願した。その時は渋々承諾した巨匠であったが、その後この作品に対する評価を好転させることとなり、出版譜として公にすることにする。さらにそれから数年後には、《Fanfare pour précéder "La Péri"》（「ラ・ペリ」の前奏用ファンファーレ ）を追加作曲し、バレエ音楽としてだけでなく、演奏会用の楽曲としても、いちだんと体裁を整えた。

### 特徴
舞踊詩《ラ・ペリ》は、名高い交響的バラード《魔法使いの弟子》ほどに有名であるとは言えないものの、デュカスの最も脂の乗り切った、円熟した傑作であるということは広く認められている。作曲様式は、ドイツ後期ロマン派音楽の調性感と管弦楽法に、フランス印象主義音楽の和声感が融合されていると言ってよい。また、ワーグナー流のライトモチーフやリスト流の主題変容の技法も見受けられる。
一方、バレエに先立つファンファーレは金管楽器だけで演奏することから、金管アンサンブルや吹奏楽団の演奏会をはじめ、交響楽団の演奏会のプログラムに取り上げられることもあり、また、ホテルやデパートなどの開館式、高速道路の開通式など、各種式典において単独で演奏されることもある。

### 楽器編成
- 木管楽器 - フルート3（うち1つはピッコロと持ち替え）、オーボエ2、コーラングレ1、クラリネット（A管）2、バスクラリネット1、ファゴット3
- 金管楽器 - ホルン（F管）4、トランペット3、トロンボーン3（テナー2とバス1）、チューバ1
- 打楽器 - ティンパニ3、バスドラム、スネアドラム、シンバル、トライアングル、タンバリン、グロッケンシュピール1
- その他 - 弦楽五部、チェレスタ1、ハープ2

## 上演
先述のようないきさつにより、ロシア・バレエ団による当初の公演計画は流れてしまったものの、結局トゥルハノヴァはイワン・クルスチンに振付けを依頼して、1912年4月22日にシャトレ座での初演に漕ぎ着けることが出来た。トゥルハノヴァがタイトルロールを、またベケフィという男性ダンサーがイスカンデル王役を演じた。舞台装置はルネ・ピオのデザインに拠った。
1931年にはロンドン・マーキュリー劇場において、バレエ・ランバートによって上演されている。振付はフレデリック・アシュトン、衣裳はウィリアム・チャペルが担当した。アシュトン自身がイスカンデル王を演じ、バレリーナのアリシア・マルコワがペリ役を踊った。バレエ・ランバートは1938年にはフランク・スタッフの振付で再上演に挑み、一方のアシュトンは1956年にロイヤル・バレエ団のために新たな振付を行なった。アシュトンの新版は、マーゴ・フォンテインとマイケル・サムズの舞踊と、アイヴォン・ヒッチンズの舞台美術、アンドレ・ラヴァスールの衣裳によって上演されており、英国内では、ハマースミス・リリック劇場やマンチェスター・パレス劇場においても上演された。

## あらすじ

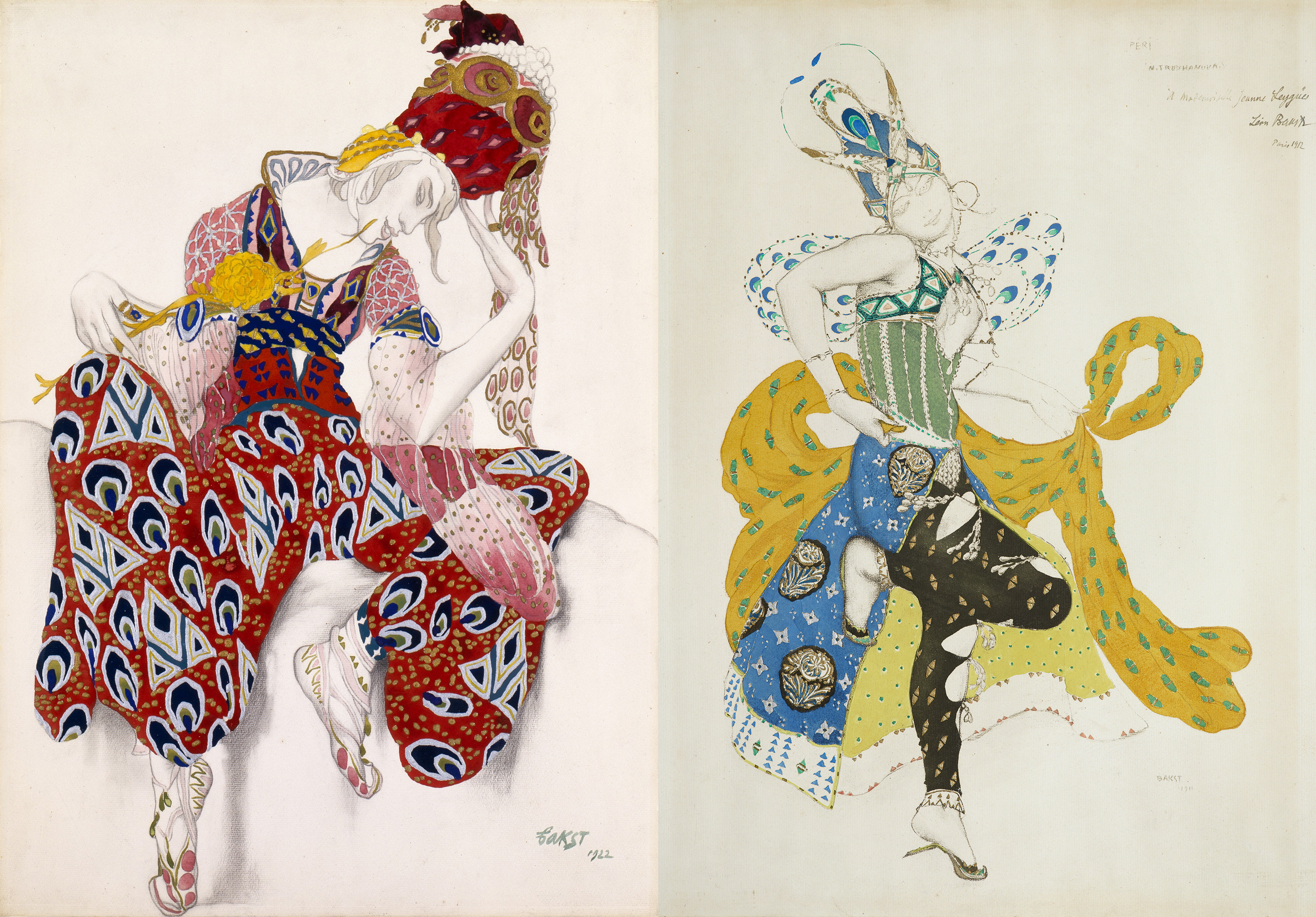
ペリのコラージュ

イスカンデル王は青春の終わりの時期に、マグにより運勢が衰えているとの宣託を受け、不老不死の花である蓮を捜しに、ペルシャ全土を流離っている。3年間の探索と放浪の末に、この上なく静穏な土地である、「世界の最果て」へと辿り付く。アフラ・マズダーの神殿を見つけて中に歩みだすと、妖精ペリがそこにいた。片手に輝く星を載せ、もう一方の手でリュートを掴みつつ、「不老不死の花」ことエメラルドで飾られた蓮の花を運んでいるのがペリである。
やがてペリが眠りに就くと、イスカンデルはペリを起こさぬように、物音を立てないように注意深く「不老不死の花」を盗み出す。たちまち蓮の花はイスカンデルの両手の中で目映い閃光を発すると、ペリは目を覚まし、両手を打ち合わせて声を上げてわっと泣き出す。蓮の花がないとペリは、光明のアフラ・マズダーの御前から退けられてしまうからである。イスカンデルはこの事態を察するや否や、今やペリより優位に立ったかに思われて欣喜雀躍する。
しかしながらアフラ・マズダーによって蓮の花は、イスカンデルの手にある間、イスカンデルの世俗的な欲望や物欲を象徴するものへと姿を変えられる。これは蓮の花はペリのものであって、イスカンデルのものではないことを示す証しなのであった。そこでペリは舞い始め、段々とイスカンデルに近付いて行ってついに蓮の花をイスカンデルの手からもぎ取ると、楽土に舞い戻ってその光の中に消えていく。独り残されたイスカンデルは、静けさのうちに立ち往生したまま、自分がこのまま往生するさだめにあることを悟るのであった。